# Dinera vaga
Dinera vaga là một loài ruồi trong họ Tachinidae.